# Oblęgorek
Oblęgorek – wieś w Polsce, położona w województwie świętokrzyskim, w powiecie kieleckim, w gminie Strawczyn, 18 km na północny zachód od Kielc.
W XVI w. wieś należała do H. Odrowąża.
W latach 1954–1972 wieś należała i była siedzibą władz gromady Oblęgorek. W latach 1975–1998 miejscowość administracyjnie należała do województwa kieleckiego.
Oblęgorek jest punktem początkowym  czarnego szlaku turystycznego prowadzącego na Baranią Górę. Przez wieś przechodzi  zielona ścieżka rowerowa do Strawczyna.

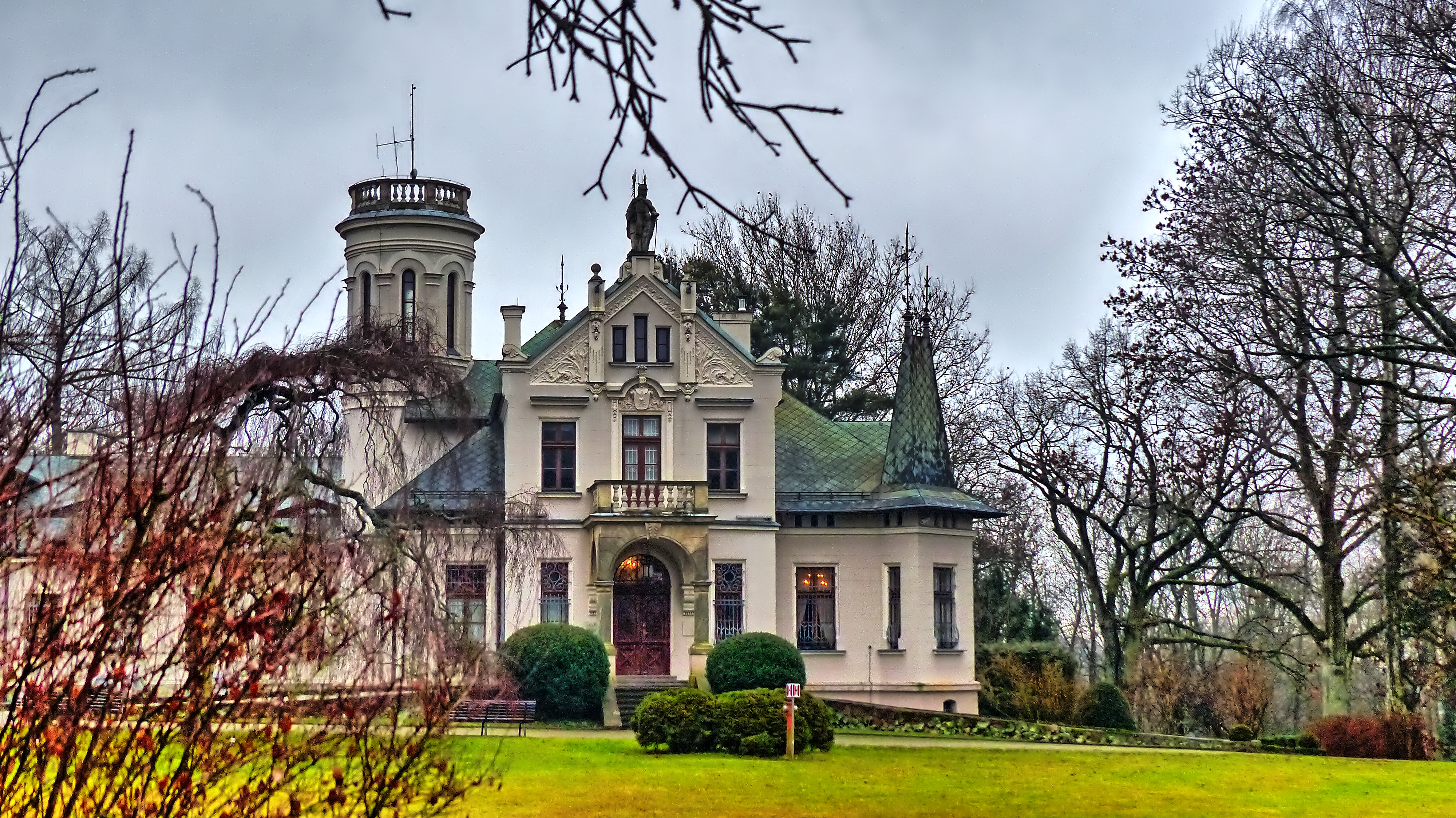

## Części wsi
| SIMC    | Nazwa      | Rodzaj    |
| ------- | ---------- | --------- |
| 0273689 | Góry       | część wsi |
| 0273695 | Kamionka   | część wsi |
| 0273703 | Korzeniec  | część wsi |
| 0273710 | Leśne Łąki | część wsi |
| 0273726 | Łany       | część wsi |
| 0273732 | Pętaki     | część wsi |
| 0273749 | Podlesie   | część wsi |
| 0273755 | Podpępice  | część wsi |
| 0273761 | Stara Wieś | część wsi |

## Muzeum Henryka Sienkiewicza

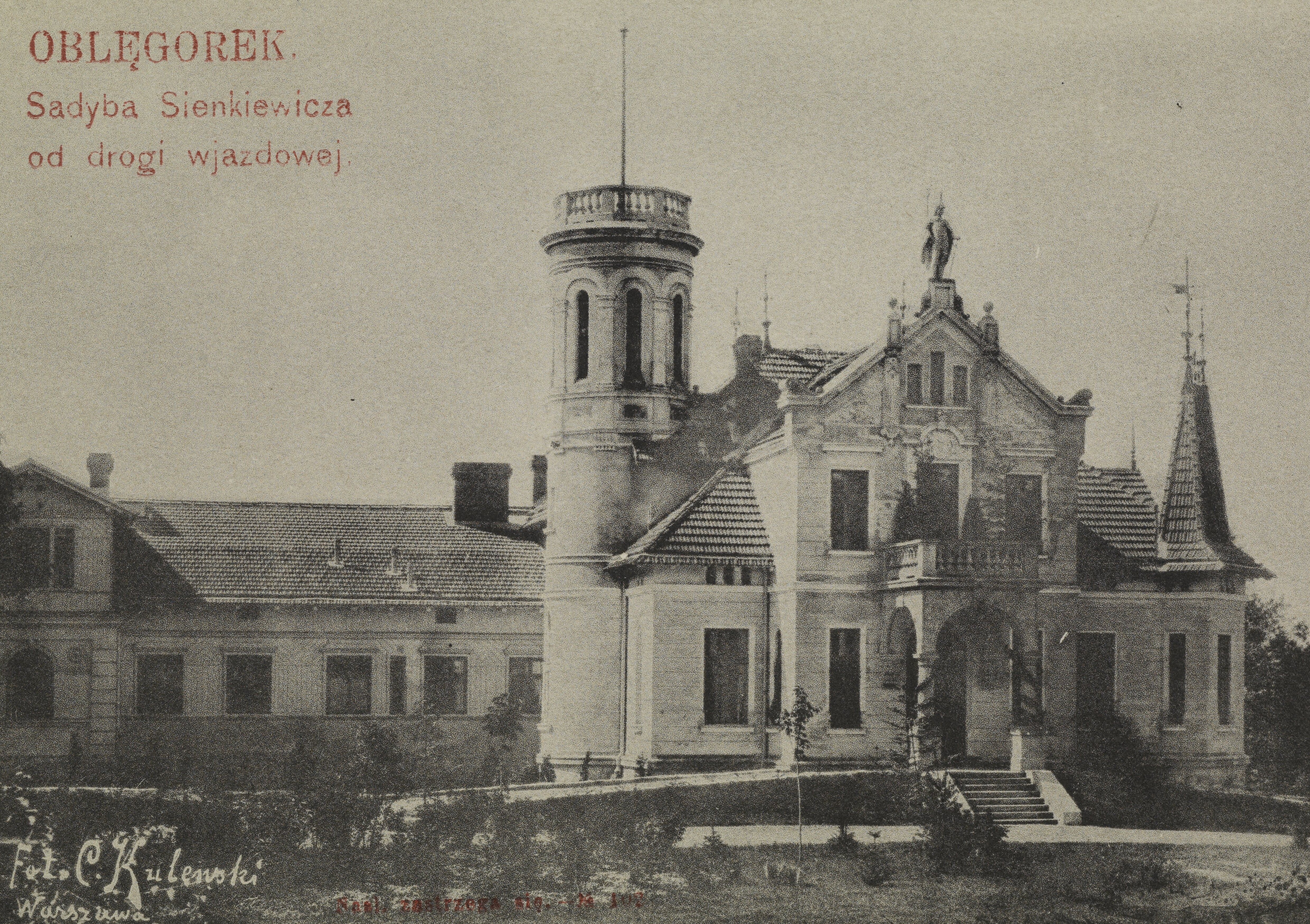
Widok dworku około 1902

We wsi znajduje się Muzeum Henryka Sienkiewicza – oddział Muzeum Narodowego w Kielcach.
W 1900 r. społeczeństwo polskie ufundowało ze składek majątek w Oblęgorku dla Henryka Sienkiewicza, z okazji 25-lecia pracy literackiej (akt notarialny wręczono mu 22 grudnia 1900 r.). Dworek zaprojektował Hugon Kuder, a urządzeniem parku zajął się projektant Franciszek Szanior. Od maja 1902 do sierpnia 1914 r. Sienkiewicz mieszkał w Oblęgorku, używając go głównie jako letniej rezydencji. Po śmierci pisarza osiadła tu jego żona Maria i syn Henryk Józef, zamieszkując majątek do 1944 r. W 1958 r. dzieci Henryka Sienkiewicza podarowały państwu dworek, w którym niebawem powstało Muzeum Henryka Sienkiewicza (jego pierwszym kustoszem była żona Henryka Józefa, Zuzanna Sienkiewiczowa). Na parterze muzeum odtworzony jest wygląd i wystrój pomieszczeń z czasów pisarza, a na piętrze wyeksponowana jest poświęcona mu wystawa.
Zespół pałacyku Henryka Sienkiewicza, obejmujący pałacyk oraz park z przełomu XIX/XX w., został wpisany do rejestru zabytków nieruchomych (nr rej.: A.465/1-2 z 17.12.1957, z 24.04.1958, z 28.10.1971 i z 30.05.1972).